# Національний військово-історичний музей (Софія)
Національний військово-історичний музей (болг. Национален военноисторически музей; НВИМ) — національний музей, присвячений військовій історії та військовій техніці в столиці Болгарії місті Софії.    
Структурно музейний заклад є частиною Міністерства оборони Болгарії, і йому напряму підпорядковується.

## Загальні дані, структура
Національний військово-історичний музей Болгарії розташований за адресою:
вул. Черковна, буд. 92, м. Софія—1505 (Болгарія).
Музейний заклад являє собою масштабну виставку військової техніки, спорядження, зброї та боєприпасів, а також матеріалів, фотографій, що розташовується на площі 5 000 м² під дахом і 40 000 м² просто неба (500 м² з них під навісом), бібліотечний фонд та комп'ютерний центр — зібрання медіа-файлів.
Експозиція закладу відкрита для огляді — із середи по неділю від 10:00 до 18:00 години. 
У складі музею на правах філій функціонують «зовнішні» експозиції:
- Мавзолей-гробниця Олександра I Батенберга — бул. Васіла Левськи, 81, м. Софія;
- Військовий мавзолей-склеп з церквою св. Георгія — вул. Каменодельська, 11, м. Софія;
- Парк-музей бойової дружби ім. Владислава Варненчика — бул. Яна Хуньяді, 1, м. Варна;
- Військово-морський музей — Приморський бул., 2, Варна;
- Музей авіації — літовище Крумово, м. Пловдив.

Від 1989 року директором музею є Петко Йотов.

## З історії музею
Указом № 39 від 1 серпня 1914 року короля Фердинанда в штаб-квартирі армії була створена військова комісія, що включала: музей, архів і бібліотеку. Постановою № 391 від 4 липня 1916 року по Збройних силах «... задля збереження навічно всіх об'єктів, пов'язаних з подіями, які відмічені найважливішими сторінками у нашій військовій історії ...», розпочалося фактичне створення музею — придбання музейних колекцій. 
Військовий музей у Софії став третім за ліком національним музейним закладом у Болгарії після того, як 1906 року перший такий музей — Національний музей Болгарії був розділений на 2 установи — Національні археологічний і етнографічний музеї. Наразі музеєві вдалося об'єднати окремі військові музеї, що були створені після 1879 року. 

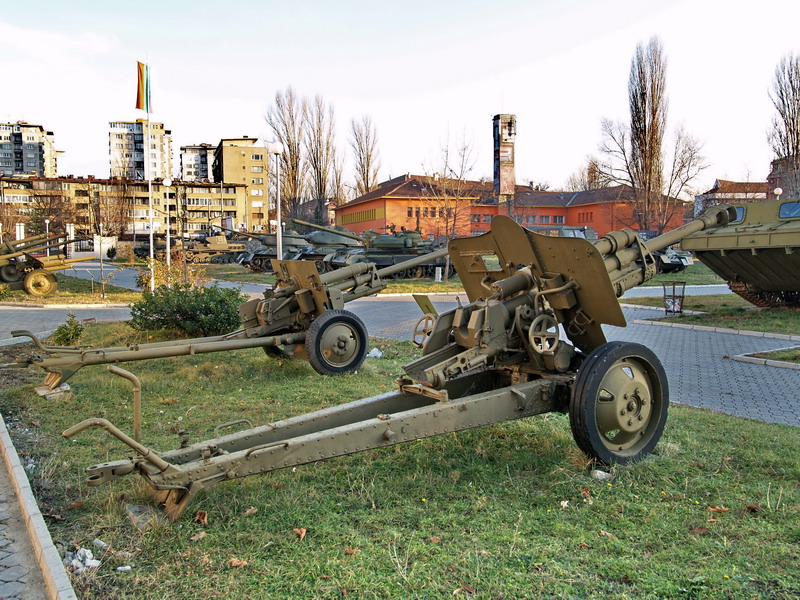
Частина сучасної експозиції музею просто неба

Перша експозиція Болгарського військово-історичного музею була відкрита 12 травня 1937 року в будинку, подарованому Софійським офіцерським зібранням, по вулиці Московській, 15. 
У 1949 році музей було перейменовано у Центральний музей Народної армії. У 1950—51 роках заклад містився на бульварі генерала Скобелєва, 23, де обіймав значно більшу площу. У 1952 році відкрилась нова музейна експозиція. Від 1956 року в музеї почали працювати реставраційні майстерні. 
У 1968 році музей дістав статусу національної установи, відтак змінив свою назву на Національний військово-історичний музей. У цей же час його відділами-філіями стали військово-морський музей і парк-музей бойової дружби ім. Владислава Варненчика у Варні. 
1975 року за свою активну діяльність у справі популяризації військової історії Національному військово-історичному музею було присуджено Орден Кирила і Мефодія першого ступеня. 
Від 2001 року музей розташовується на своєму теперішньому місці по вулиці Черковній, 92.

## Виноски
1. ↑  Контакти (музею) [Архівовано 27 березня 2010 у Wayback Machine.] на Офіційна сторінка музею (болг.)